# Championnat de Lituanie de football 2016
Navigation
A-Lyga 2015 A-Lyga 2017
La saison 2016 du championnat de Lituanie de football est la 27e édition de la première division lituanienne. Les huit meilleurs clubs du pays sont regroupés en une poule unique où chaque équipe rencontre quatre fois ses adversaires. En fin de saison, le dernier du classement est relégué et remplacé par le meilleur club de deuxième division. Les six premiers s'affrontent une nouvelle fois pour le titre de champion.
C'est le FK Žalgiris Vilnius, tenant du titre, qui est à nouveau sacré cette saison, après avoir terminé en tête du classement final, avec neuf points d'avance sur le FK Trakai et dix-huit sur le FK Sūduva Marijampolė. Il s'agit du septième titre de champion de Lituanie de l'histoire du club, qui réalise même le doublé en s'imposant en finale de la Coupe de Lituanie.

## Les clubs participants
- FK Kauno Žalgiris[1]
- FK Sūduva
- FK Lietava Jonava - Promu de D2
- FK Trakai
- FK Žalgiris
- FC Stumbras
- FK Atlantas
- FK Utenis Utena

## Compétition
Le barème de points servant à établir les différents classements se décompose ainsi :
- Victoire : 3 points
- Match nul : 1 point
- Défaite : 0 point

### Première phase
| Rang | Équipe             | Pts | J  | G  | N | P  | Bp | Bc | Diff |
| ---- | ------------------ | --- | -- | -- | - | -- | -- | -- | ---- |
| 1    | FK Žalgiris'T'C    | 66  | 28 | 21 | 3 | 4  | 62 | 22 | +40  |
| 2    | FK Trakai          | 58  | 28 | 18 | 4 | 6  | 47 | 22 | +25  |
| 3    | FK Sūduva          | 51  | 28 | 15 | 6 | 7  | 42 | 32 | +10  |
| 4    | FK Atlantas        | 51  | 28 | 15 | 6 | 7  | 38 | 25 | +13  |
| 5    | FK Lietava JonavaP | 29  | 28 | 7  | 8 | 13 | 28 | 44 | -16  |
| 6    | FC Stumbras        | 27  | 28 | 7  | 6 | 15 | 35 | 52 | -17  |
| 7    | FK Utenis Utena    | 16  | 28 | 4  | 4 | 20 | 24 | 47 | -23  |
| 8    | FK Kauno Žalgiris  | 15  | 28 | 2  | 9 | 17 | 23 | 55 | -32  |

|  | Qualifié pour la seconde phase du championnat                                 |
|  | Participation au barrage de promotion-relégation                              |
|  | Relégation en deuxième division                                               |
|  | T : Tenant du titre C : Vainqueur de la Coupe de Lituanie P : Promu de I lyga |

### Matchs de la première phase
| Résultats (▼dom., ►ext.) | ATL | KAU | LIE | STU | SŪD | TRA | UTE | ŽAL | ATL | KAU | LIE | STU | SŪD | TRA | UTE | ŽAL |
| Atlantas                 |     | 3-1 | 2-0 | 2-0 | 1-2 | 2-2 | 1-0 | 2-1 |     | 1-1 | 0-0 | 2-0 | 2-1 | 0-1 | 2-0 | 0-1 |
| Kauno Žalgiris           | 0-2 |     | 1-5 | 1-2 | 2-2 | 0-2 | 1-3 | 1-1 | 1-1 |     | 0-1 | 2-1 | 0-1 | 0-4 | 1-1 | 0-2 |
| Lietava Jonava           | 0-1 | 2-2 |     | 2-2 | 1-1 | 0-1 | 1-0 | 0-1 | 1-2 | 3-2 |     | 1-4 | 1-1 | 1-1 | 1-0 | 0-4 |
| Stumbras Kaunas          | 2-3 | 0-0 | 2-0 |     | 2-3 | 0-0 | 3-1 | 3-6 | 0-2 | 2-2 | 2-1 |     | 2-3 | 1-4 | 1-1 | 0-5 |
| Sūduva Marijampolė       | 1-0 | 1-0 | 3-0 | 0-1 |     | 0-2 | 2-1 | 1-0 | 3-3 | 2-0 | 0-0 | 2-0 |     | 1-0 | 2-1 | 0-0 |
| Trakai                   | 2-0 | 0-0 | 3-0 | 3-2 | 3-1 |     | 1-0 | 1-0 | 3-0 | 3-0 | 0-2 | 0-2 | 2-0 |     | 4-3 | 1-2 |
| Utenis Utena             | 0-2 | 2-3 | 0-1 | 1-0 | 0-4 | 0-2 |     | 0-1 | 1-1 | 2-1 | 3-1 | 0-0 | 1-2 | 0-1 |     | 2-4 |
| Žalgiris Vilnius         | 1-0 | 3-0 | 2-2 | 2-0 | 3-2 | 2-0 | 2-0 |     | 0-1 | 3-1 | 4-1 | 3-1 | 4-1 | 3-1 | 2-1 |     |

### Seconde phase
Les six clubs conservent l'ensemble des résultats et points acquis à l'issue de la première phase.
| Rang | Équipe             | Pts | J  | G  | N | P  | Bp | Bc | Diff |
| ---- | ------------------ | --- | -- | -- | - | -- | -- | -- | ---- |
| 1    | FK Žalgiris'T'C    | 76  | 33 | 24 | 4 | 5  | 74 | 29 | +45  |
| 2    | FK Trakai          | 67  | 33 | 20 | 7 | 6  | 55 | 26 | +29  |
| 3    | FK Sūduva          | 58  | 33 | 17 | 7 | 9  | 55 | 41 | +14  |
| 4    | FK Atlantas        | 56  | 33 | 16 | 8 | 9  | 42 | 32 | +10  |
| 5    | FC Stumbras        | 33  | 33 | 8  | 9 | 16 | 43 | 63 | -20  |
| 6    | FK Lietava JonavaP | 32  | 33 | 8  | 8 | 17 | 35 | 58 | -23  |

|  | Qualifié pour le 2e tour de qualification de la Ligue des champions 2017-2018  |
|  | Qualifié pour le 1er tour de qualification de la Ligue Europa 2017-2018        |
|  | T : Tenant du titre C : Vainqueur de la Coupe de Lituanie P : Promus de I lyga |

### Barrage de promotion-relégation
L'avant-dernier de A-Lyga rencontre le vice-champion de 1.Lyga en matchs aller et retour pour déterminer le dernier club engagé en championnat lors de la saison suivante.
| Équipe 1        | Résultat | Équipe 2        | Aller | Retour |
| --------------- | -------- | --------------- | ----- | ------ |
| FK Palanga (D2) | 3 - 3e   | FK Utenis Utena | 2 - 3 | 1 - 0  |

- Les deux clubs se maintiennent au sein de leur championnat respectif.

## Bilan de la saison
| Championnat de Lituanie de football 2016 |                                |
| Champion                                 | FK Žalgiris Vilnius (7e titre) |
| Coupes et trophées                       |                                |
| Vainqueur de la Coupe de Lituanie 2016   | FK Žalgiris Vilnius            |
| Qualifications continentales             |                                |
| Ligue des champions 2017-2018            | FK Žalgiris Vilnius            |
| Ligue Europa 2017-2018                   | FK Trakai                      |
| Ligue Europa 2017-2018                   | FK Sūduva Marijampolė          |
| Ligue Europa 2017-2018                   | FK Atlantas Klaipėda           |
| Promotions et relégations                |                                |
| Promus en A-Lyga                         | FK Šilas Kazlų Rūda            |
| Relégués en LFF 1.Lyga                   | FK Kauno Žalgiris              |